# Ted Levine
Ted Levine (Bellaire, 29 de maio de 1957) é um ator americano. É conhecido por seus papéis como "Buffalo Bill" em The Silence of the Lambs (1991), pelo qual foi indicado aos Prêmios Circuit Community e Prêmios 20/20 de Melhor Ator Coadjuvante, e Leland Stottlemeyer em Monk.
Atuou também como homens da polícia ou exército, passando-se por dois generais, dois coronéis, e três policiais, entre ele o capitão Leland Stottlemeter, da série Monk. Levine fez a voz do Supervilão Sinestro em Superman: The Animated Series, Justice League e Justice League Unlimited. Em 2008, foi nomeado ao Screen Actors Guild de Melhor Elenco em Cinema pelo filme American Gangster.

## Filmografia
- Crime Story (1986-1988) ... Frank Holman
- Atraiçoados (1988) ... Wes
- Next of Kin (1989) ... Willy Simpson
- O Silêncio dos Inocentes (1991) ... Jame Gumb (Apelidado de Buffalo Bill)
- Death Train (1992)... Alex Tierney
- Nowhere to Run (1993) ... Mr. Dunston
- The Last Outlaw (1994) ... Potts
- The Mangler (1995) ... Official John Hunton
- Heat (1995) ... Bosco
- Georgia ... Jake
- Bullet (1996) ... Louis Stein
- Switchback (1997) ... Deputado Nate Booker
- Flubber (1997) ... Wesson
- From the Earth to the Moon (1998) ... Alan Shepard
- Wild Wild West (1999) ... General McGrath
- Evolution (2001) ... General Russell Woodman
- Velozes e Furiosos (2001) ... Sargento Tanner
- Joy Ride (2001) ... Rusty Nail
- Ali (2001) ... Joe Smiley
- Monk - Um detetive diferente (2002-2009) ... Capitão Leland Stottlemeyer
- The Truth About Charlie (2002) ... Emil Zadapec
- Wonderland (2003) ... Sam Nico
- The Manchurian Candidate (2004) ... Coronel Howard
- Memoirs of a Geisha (2005) ... Coronel Derricks
- The Hills Have Eyes (2006) ... Big Bob
- The Assassination of Jesse James by the Coward Robert Ford (2007) ... Xerife James
- American Gangster (2007) ... Toback
- Shutter Island (2010) ... Warden
- The Bridge (2013-2014) ... Hank Wade
- The Alienist (2018) ... Thomas Byrnes
- Big Sky (2021) ... Horst Kleinsasser